# Archidendron multifoliolatum
Archidendron multifoliolatum là một loài thực vật có hoa trong họ Đậu. Loài này được (H.Q. Wen) T.L. Wu mô tả khoa học đầu tiên năm 2010.